# Yèvre-le-Châtel
Yèvre-le-Châtel is een voormalige gemeente in Loiret, die sedert 1973 is geassocieerd aan (administratief beheerd door) de gemeente Yèvre-la-Ville in het arrondissement Pithiviers. Yèvre-le-Châtel is lid van Les Plus Beaux Villages de France.
Het dorpje omvat een kleine woonkern van een dertigtal huizen, die zijn geschaard rond de ruïne van een voormalige burcht. De burcht is strategisch gelegen aan de voormalige handelsroutes van Parijs naar Tours. Het was al in de tiende eeuw eigendom van de Abdij van Saint-Benoît-sur-Loire.
Het dorp heeft ook een ruïne van een kerk. In tegenstelling tot wat in de regel de oorzaak is van het verval tot een ruïne (oorlog of brand) is deze kerk door geldgebrek nooit afgebouwd en gewoon door de tand des tijds vervallen. 

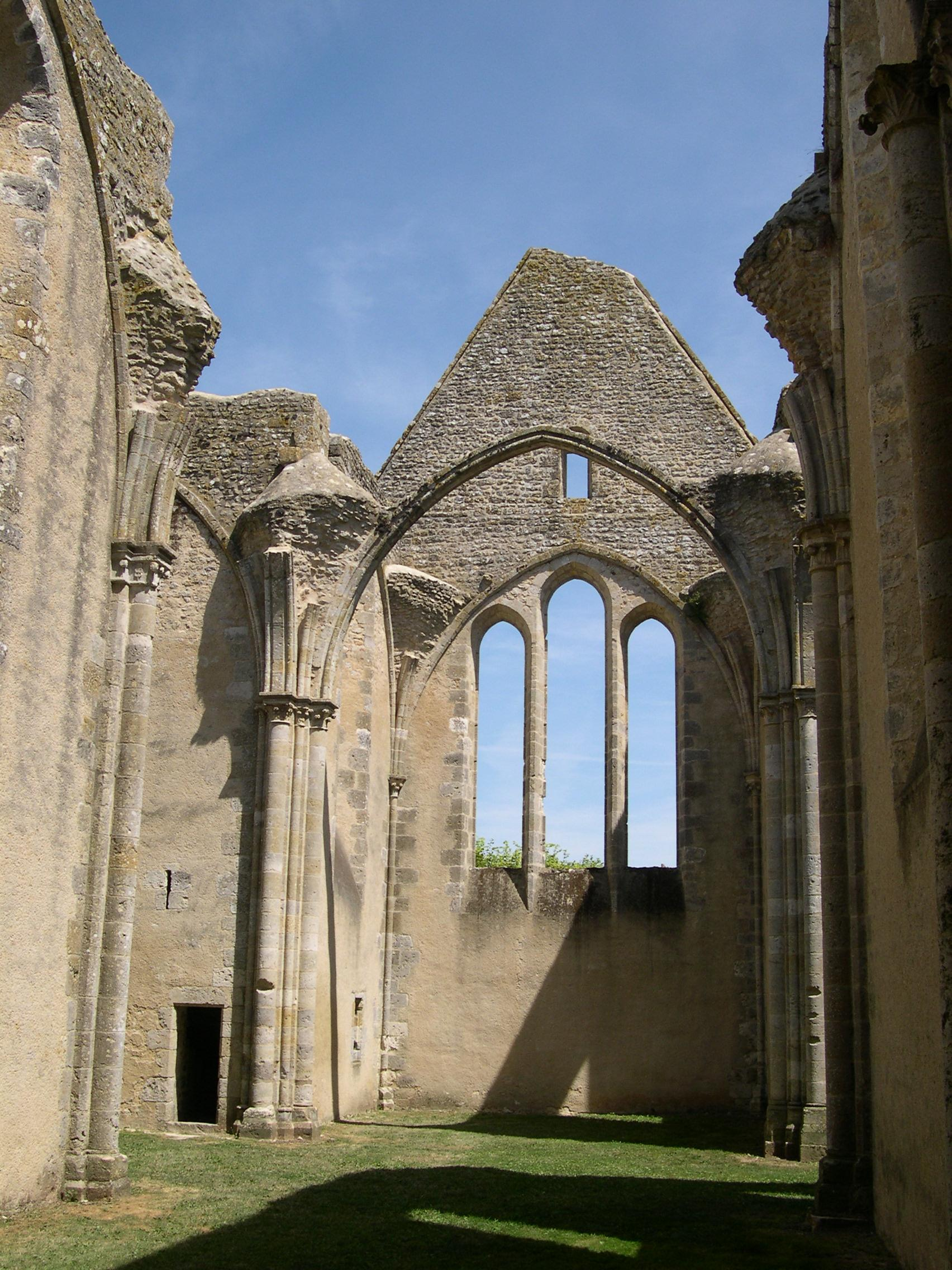
Saint-Lubin kerk
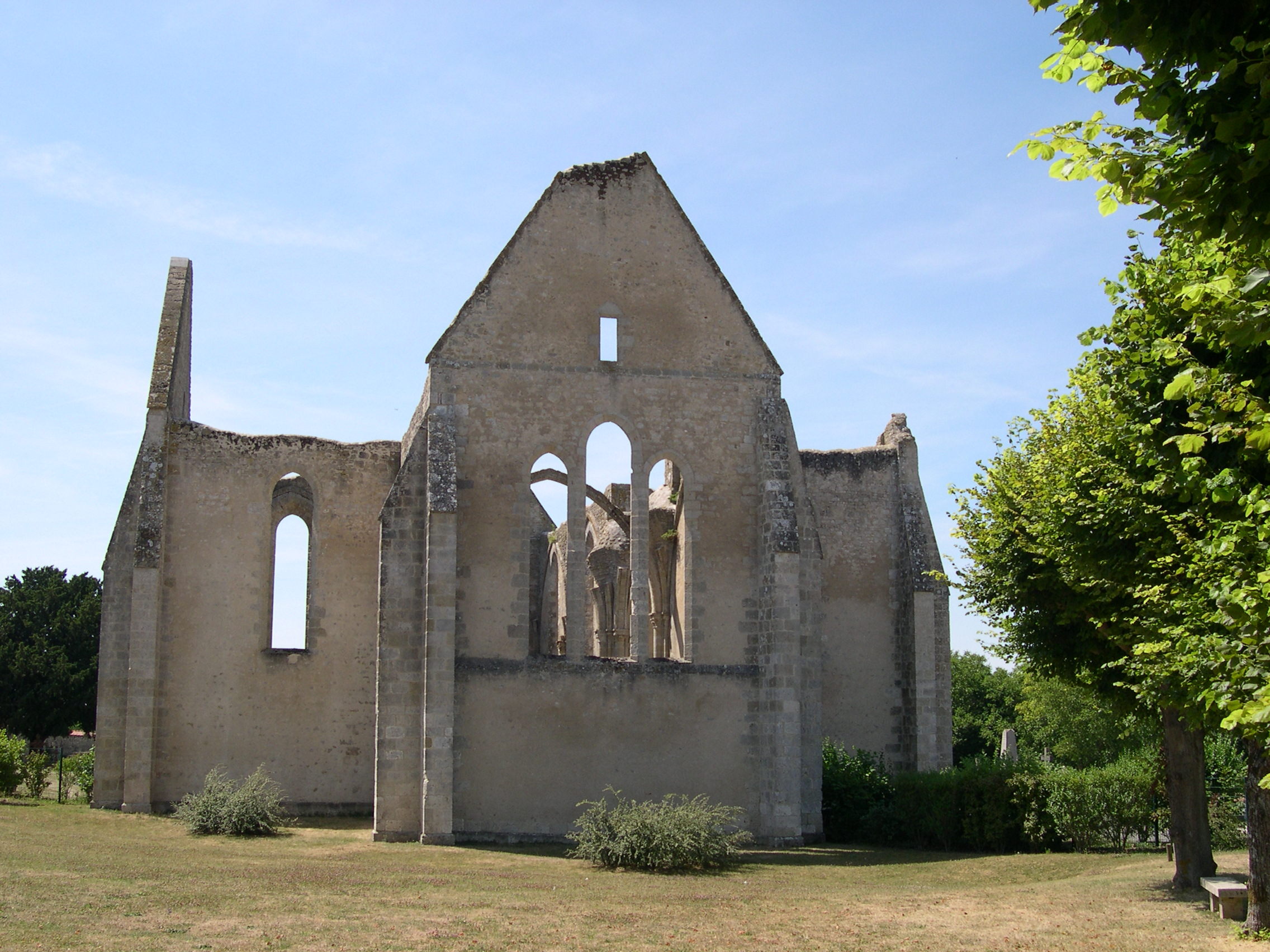
Saint-Lubin kerk
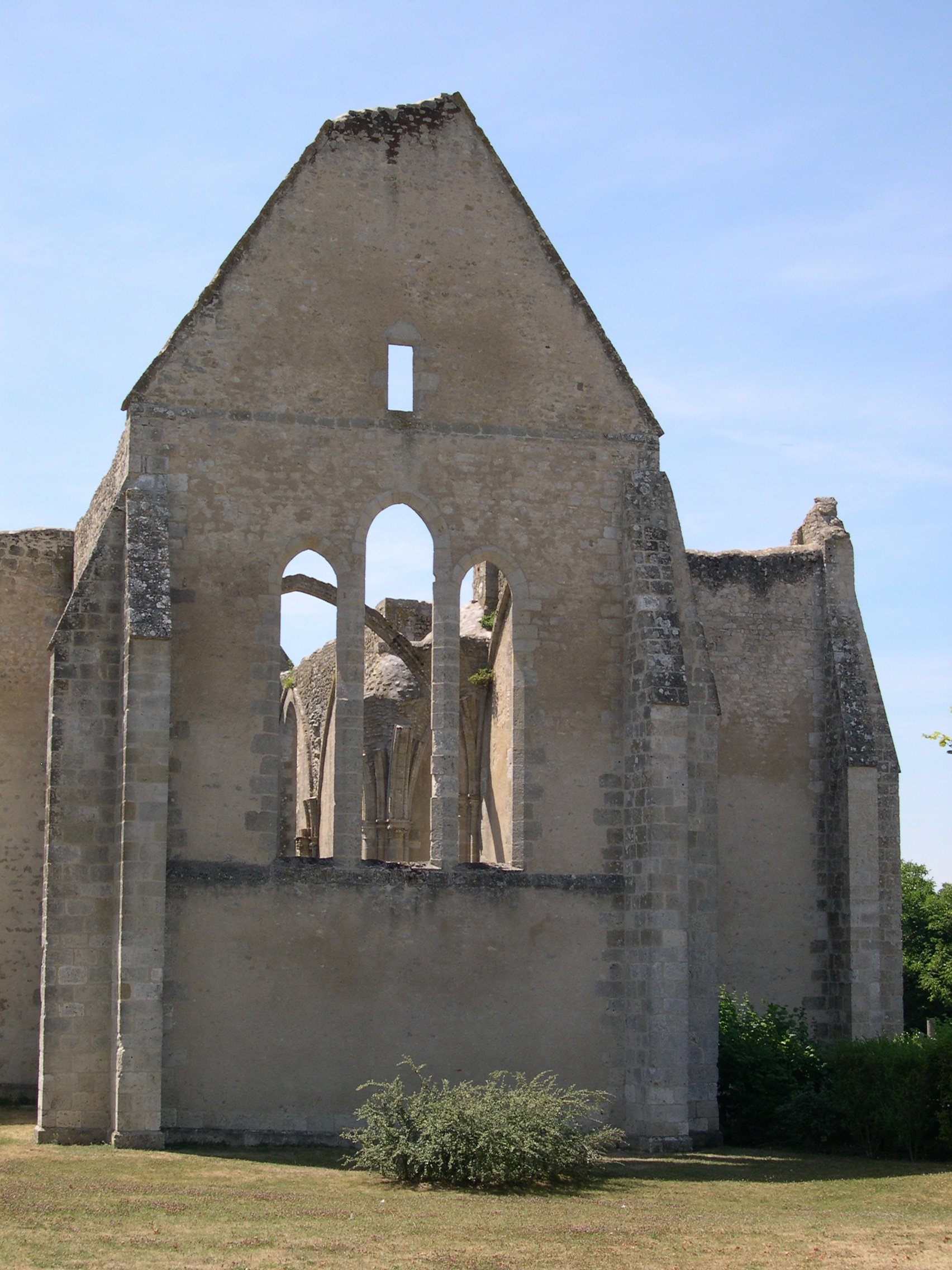
Saint-Lubin kerk
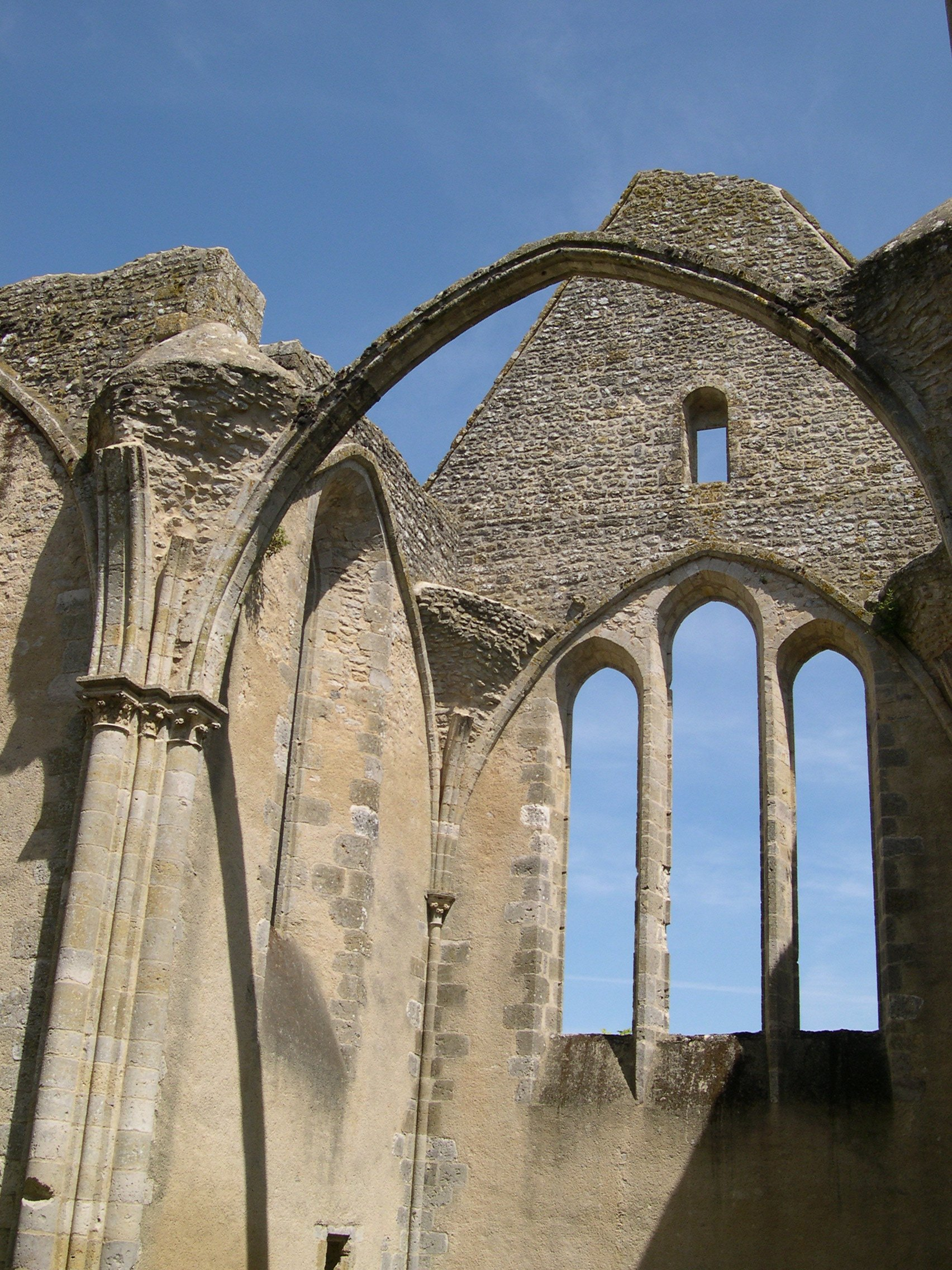
Saint-Lubin kerk
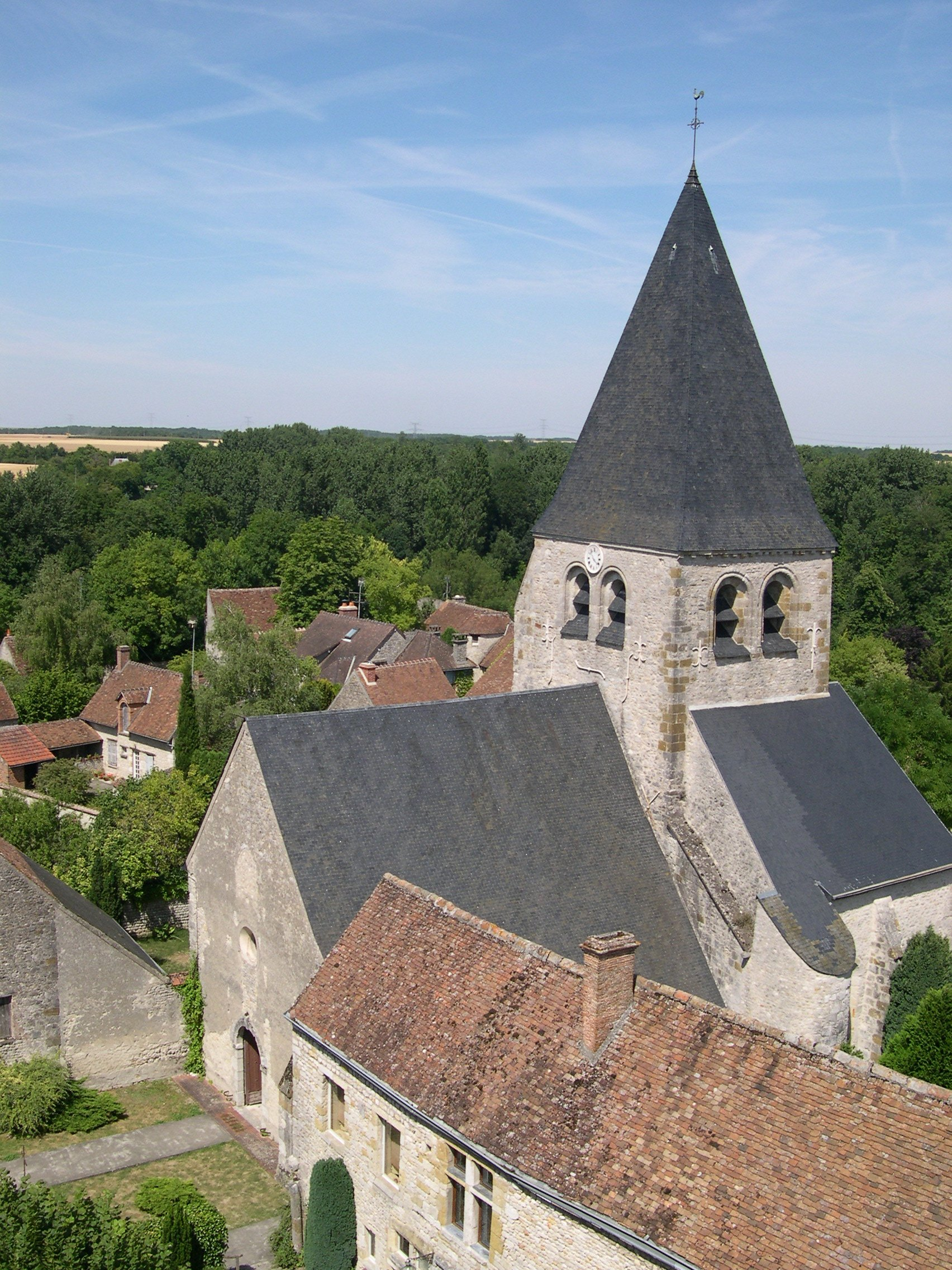
Saint-Gault kerk
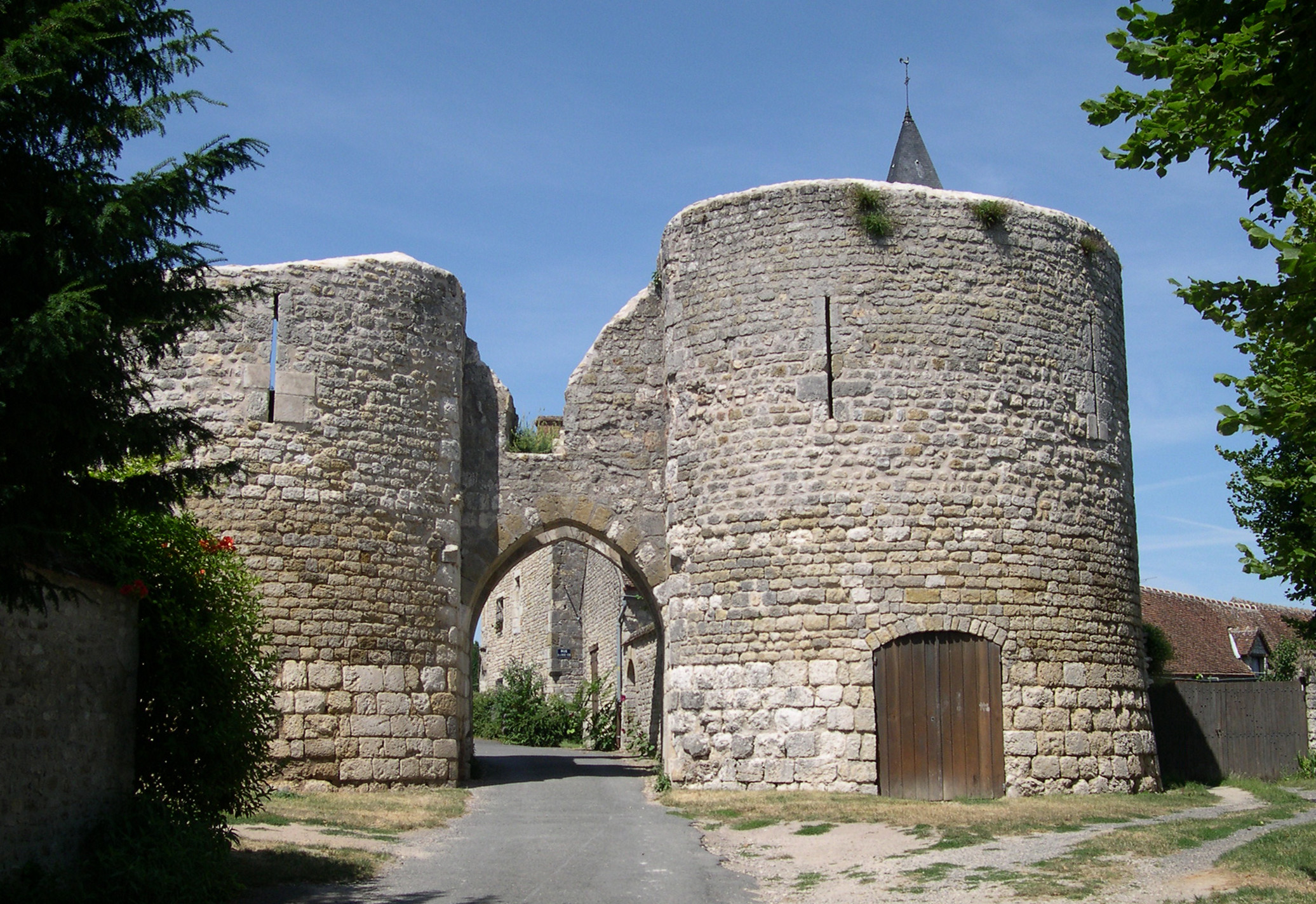
Kasteel
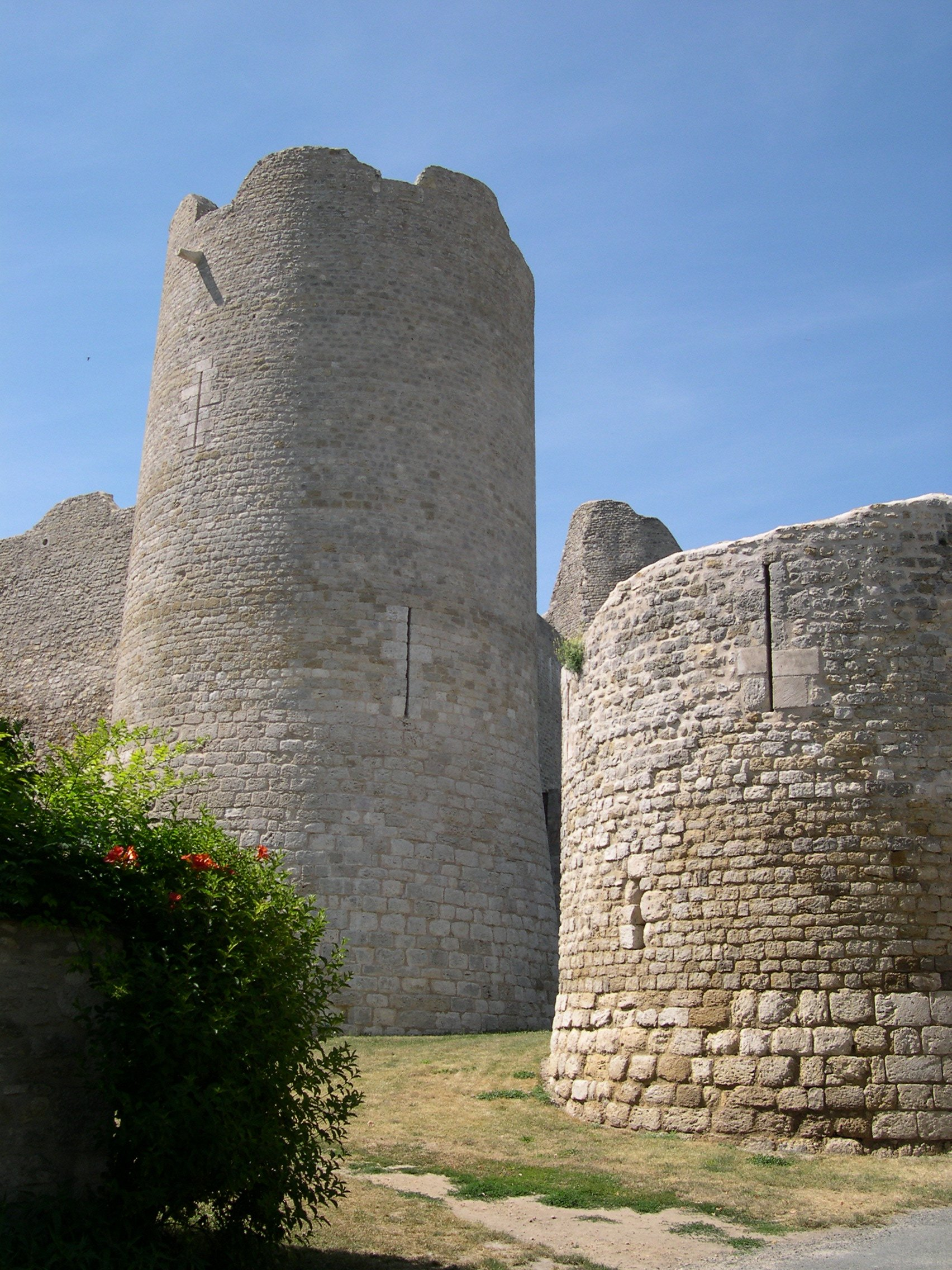
Kasteel
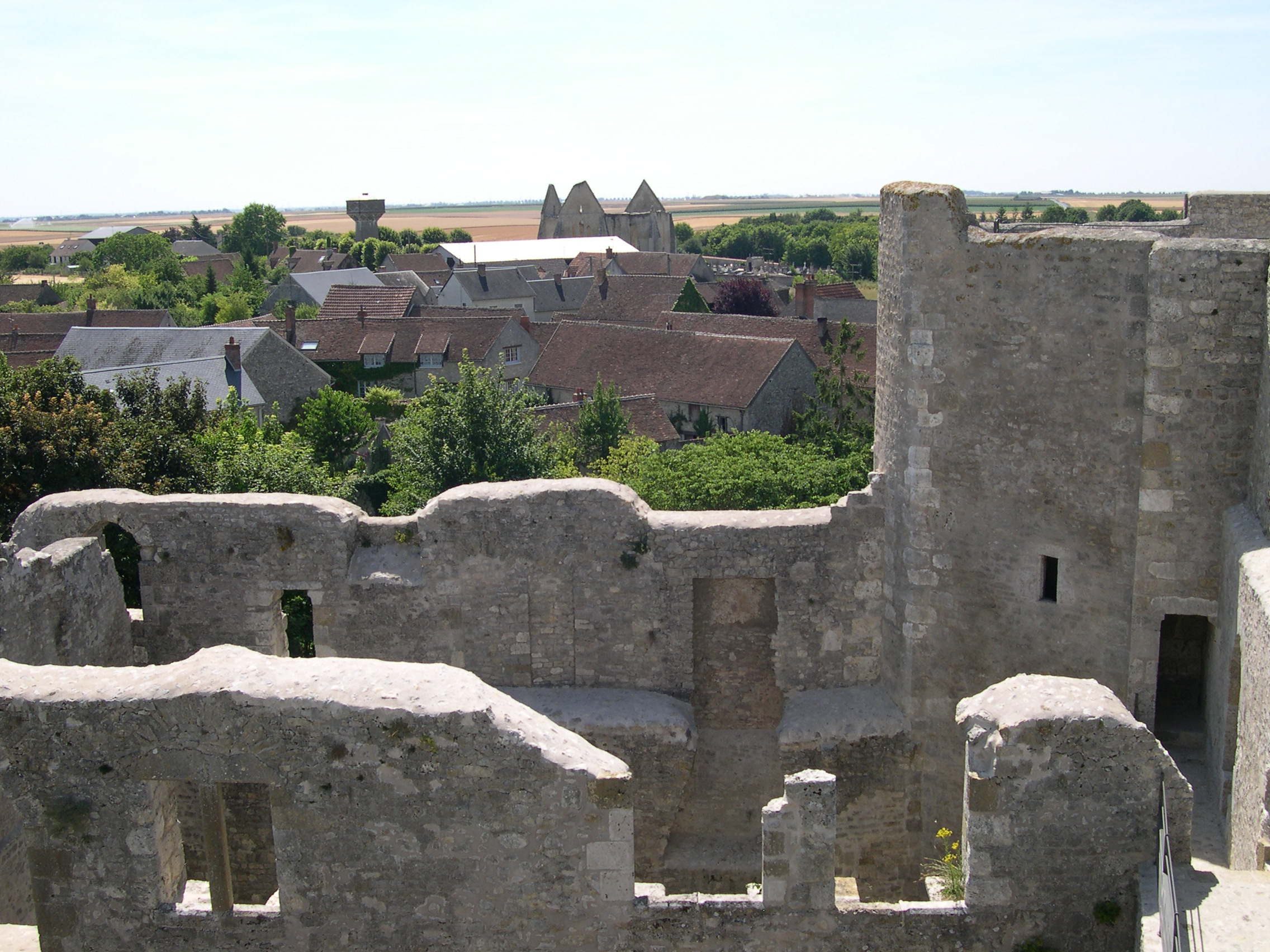
Kasteel
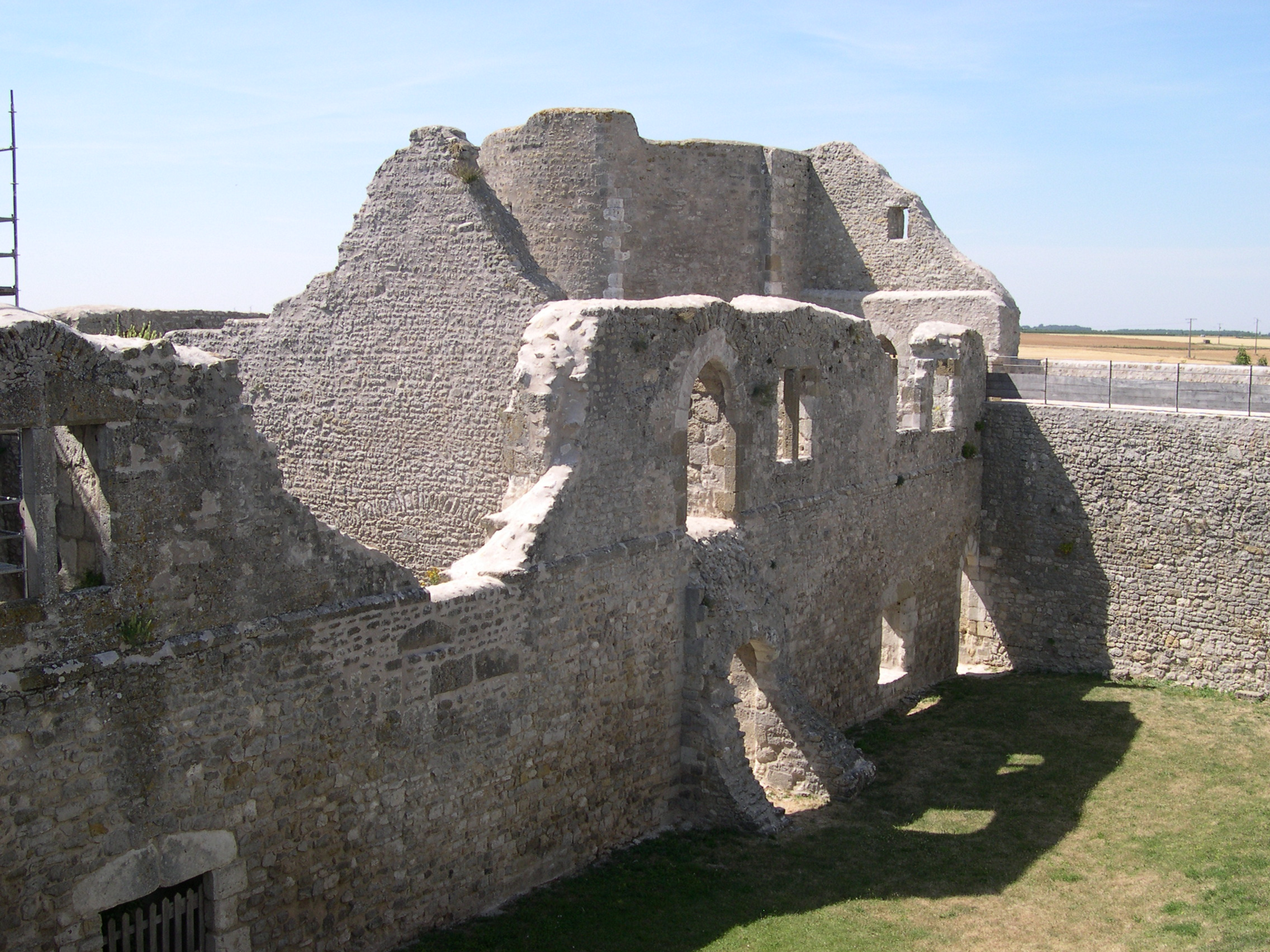
Kasteel
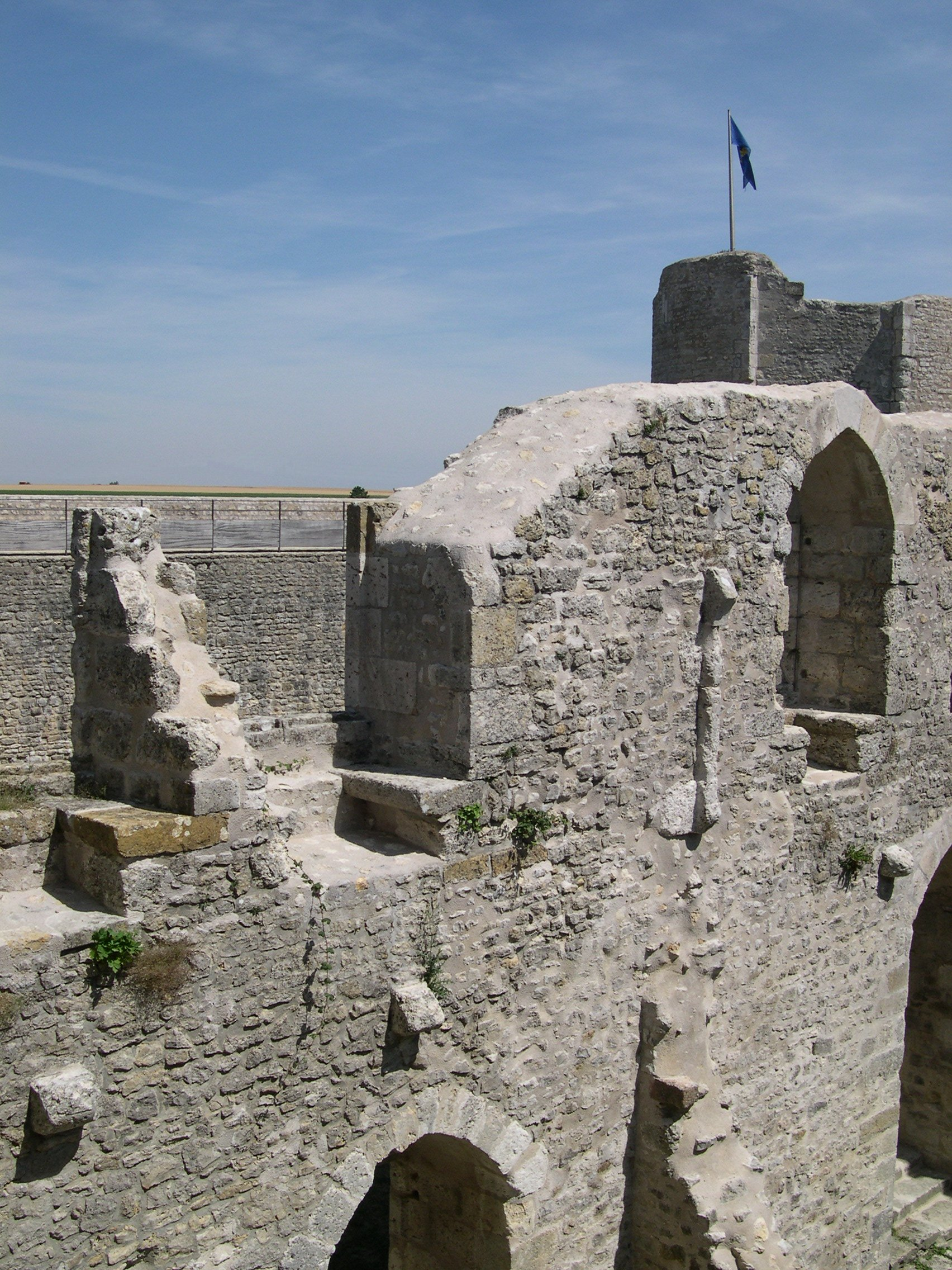
Kasteel
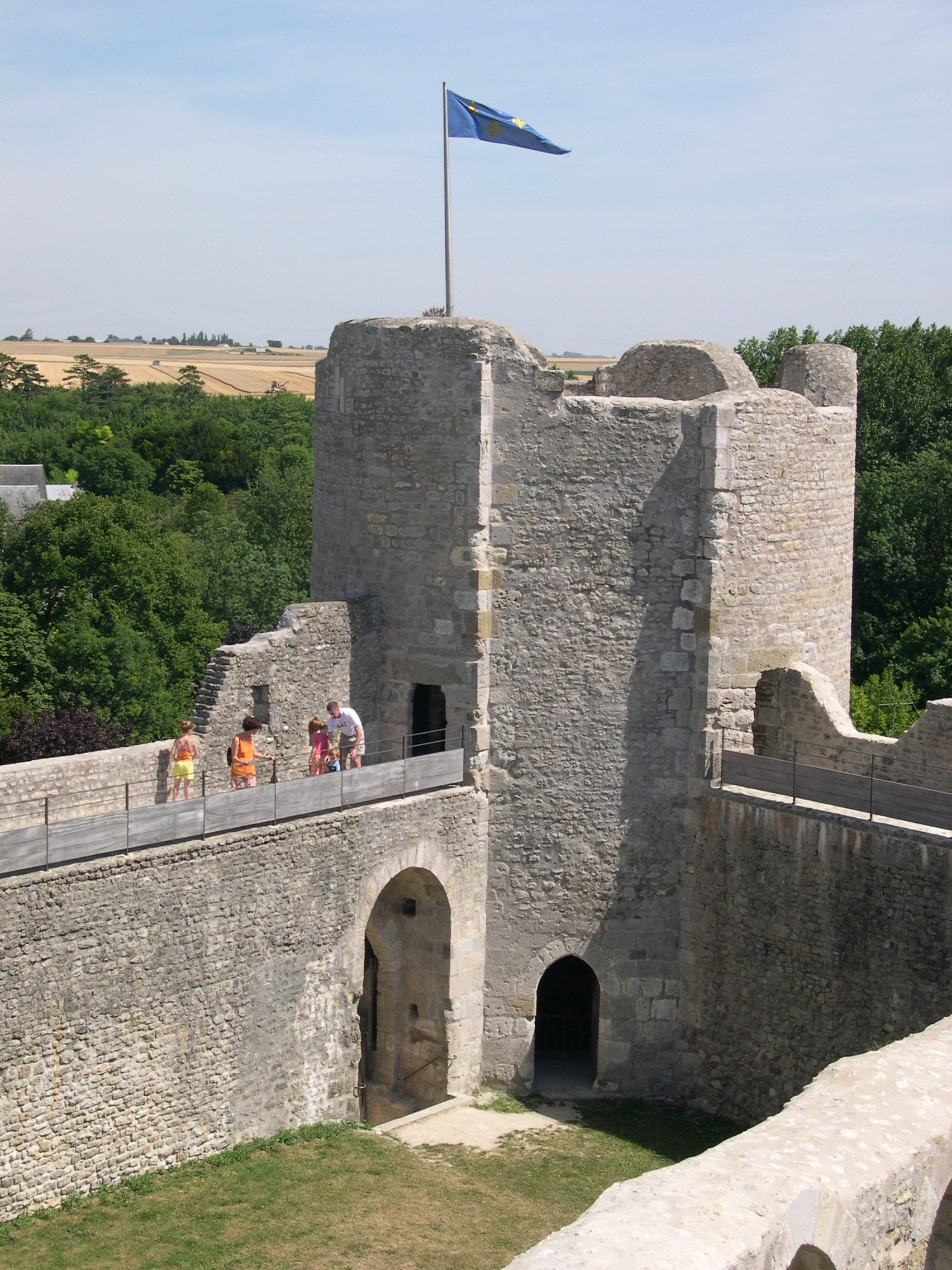
Kasteel

(Sortering op regio > departement (vet) > gemeente)